# クリスチャン・H・F・ピーターズ

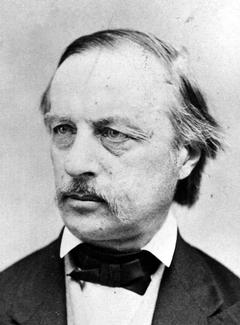
クリスチャン・H・F・ピーターズ

クリスティアン・ハインリヒ・フリードリヒ・ペータース（Christian Heinrich Friedrich Peters、1813年9月19日-1890年7月18日）は19世紀のデンマーク出身のアメリカの天文学者であり、初期の代表的な小惑星発見者である。一般には英語読みのクリスチャン・H・F・ピーターズと表記されることが多い。
弟には植物学者のヴィルヘルム・ペータースがいる。

## 生涯
彼は当時デンマーク領(現在はドイツ領)のシュレースヴィヒ＝ホルシュタイン州のコルデンビュッテルで生まれ、ベルリン大学でヨハン・フランツ・エンケに天文学と数学を学んだ後博士号を取得し、ゲッティンゲンでカール・フリードリヒ・ガウスの助手となった。
地質学者のヴォルフガング・ザルトリウス・フォン・ヴァルタースハウゼンと共にシチリアのエトナ山を観測した後、ナポリのカポディモンテ天文台で太陽黒点の観測を行う。同地で1846年に彗星（C/1846 VI）を発見した。しかしこの彗星は非常にかすかだったため当時は正確な軌道を決定できず、1982年にマルコム・ハートレーにより再発見されて80P/ピーターズ・ハートレー彗星と命名された。
しかしイタリアが政情不安に陥ったため、ピーターズは1849年にフランスへ脱出するが、結局無一文同然でオスマン帝国のイスタンブールへ渡る。ピーターズは古代ギリシャ語、ラテン語、ヘブライ語、アラビア語、ペルシャ語、トルコ語などの言語を習得していた事を買われ、アブデュルメジト1世の元でワズィールを務めていたレシード・パシャことヴィルヘルム・シュトレッカーの科学顧問となった。
駐米トルコ大使の要望により、ピーターズはアレクサンダー・フォン・フンボルトの推薦状を携えて1854年にアメリカに渡った。ニューヨークのユーティカ（ウティカ）近くにあるクリントンに在住し、ハミルトン・カレッジに勤務して黒点の観測を続ける一方、1861年から1899年まで生涯で48個の小惑星を発見した。
また彼は他にも様々な星雲と銀河も発見した。テンペル・タットル彗星としし座流星群の関係にも気付いたが、その時にはすでにジョヴァンニ・スキアパレッリにより同様の発表がなされていた。
1890年にクリントンで死去した。天文台で、観測中に葉巻を咥えたまま息を引き取っていたという。ハミルトン・カレッジの墓地に埋葬されている。
小惑星(100007) Petersは彼の名前にちなんでいる。

## 発見した天体
| 72フェロニア     | 1861年5月29日  |
| 75エウリディケ   | 1862年9月22日  |
| 77 フリガ        | 1862年11月12日 |
| 85 イオ          | 1865年9月19日  |
| 88 シズビー      | 1866年6月15日  |
| 92 ウンディナ    | 1867年7月7日   |
| 98 イアンテ      | 1868年4月18日  |
| 102 ミリアム     | 1868年8月22日  |
| 109 フェリキタス | 1869年10月9日  |
| 111 アテ         | 1870年8月14日  |
| 112 イフィゲニア | 1870年9月19日  |
| 114 カサンドラ   | 1871年7月23日  |
| 116 シロナ       | 1871年9月8日   |
| 122 ゲルダ       | 1872年7月31日  |
| 123 ブルンヒルト | 1872年7月31日  |
| 124 アルケステ   | 1872年8月23日  |
| 129 アンティゴネ | 1873年2月5日   |
| 130 エレクトラ   | 1873年2月17日  |
| 131 バラ         | 1873年5月24日  |
| 135 ヘルタ       | 1874年2月18日  |
| 144 ビビリア     | 1875年6月3日   |
| 145 アデオナ     | 1875年6月3日   |
| 160 ウナ         | 1876年2月20日  |
| 165 ローレライ   | 1876年8月9日   |
| 166 ロドペ       | 1876年8月15日  |
| 167 ウルダ       | 1876年8月28日  |
| 176 イドゥナ     | 1877年10月14日 |
| 185 エウニケ     | 1878年3月1日   |
| 188 メニッペ     | 1878年6月18日  |
| 189 フティア     | 1878年9月9日   |
| 190 イスメーネ   | 1878年9月9日   |
| 191 コルガ       | 1878年9月30日  |
| 194 プロクネ     | 1879年3月21日  |
| 196 フィロメラ   | 1879年5月14日  |
| 199 ビブリス     | 1879年7月9日   |
| 200 ディナメネ   | 1879年7月27日  |
| 202 クリュセイス | 1879年9月11日  |
| 203 ポンペヤ     | 1879年9月25日  |
| 206 ヘルシリア   | 1879年10月13日 |
| 209 ディド       | 1879年10月22日 |
| 213 リラエア     | 1880年2月16日  |
| 234 バルバラ     | 1883年8月12日  |
| 249 イルゼ       | 1885年8月16日  |
| 259 アレテイア   | 1886年6月28日  |
| 261 プリムノ     | 1886年10月31日 |
| 264 リブッサ     | 1886年12月22日 |
| 270 アナヒタ     | 1887年10月8日  |
| 287 ネフティス   | 1889年8月25日  |